# Ойос-де-Мігель-Муньйос
Ойос-де-Мігель-Муньйос (ісп. Hoyos de Miguel Muñoz) — муніципалітет в Іспанії, у складі автономної спільноти Кастилія-і-Леон, у провінції Авіла. Населення — 40 осіб (2010).
Муніципалітет розташований на відстані близько 120 км на захід від Мадрида, 44 км на південний захід від Авіли.

## Демографія
Динаміка населення (INE ):